# Rapsstroh

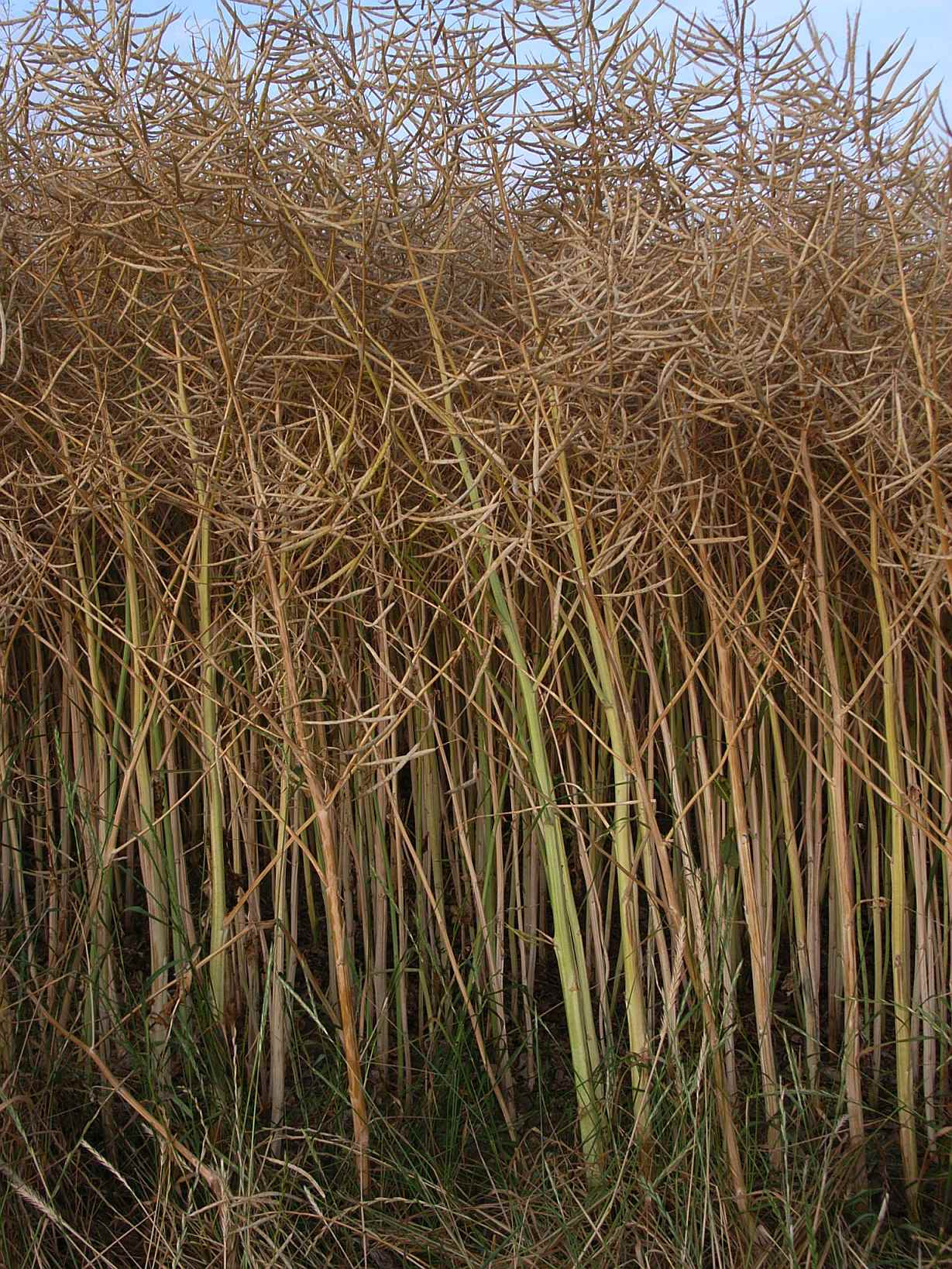
Ausgereiftes Rapsfeld mit Schoten

Rapsstroh werden die nach Ernte der Rapssamen auf dem Feld verbleibenden Pflanzenreste bezeichnet, die als organische Aufkommen in der Landwirtschaft als Nebenprodukte bzw. Erntereste als halmgutartige Biomasse anfallen. Das Stroh besteht hauptsächlich aus den getrockneten Stängel- und Schotenresten. Es wird in der Regel nach der Ernte in den Boden eingearbeitet und dient damit der Nährstoff- und Humusrückführung.

## Aufkommen und Bergung
Das Korn-Stroh-Verhältnis von Rapssaat beträgt etwa 1:2,9, sodass bei einem mittleren Kornertrag von etwa 3,5 t pro ha und Jahr theoretisch 10 t Ernterückstände in Form von Rapsstroh an dem Feld zurückbleiben. Wie bei anderen Strohfraktionen, vor allem dem Mais- und Getreidestroh verbleibt auch beim Raps ein großer Teil der anfallenden Strohmenge gehäckselt auf dem Acker als humusbildendes Substrat. Die maximale Bergequote liegt bei etwa 50 bis 80 % der Gesamtpflanzenreste, also bei etwa 5 bis 8 t/ha Rapsstroh im Jahr. In Deutschland wird Raps auf etwa 1,4 Mio. ha pro Jahr angebaut, daraus resultiert allein für Deutschland ein nutzbares Aufkommen von etwa 7 Mio. t Rapsstroh.
Eine stoffliche oder energetische Nutzung von Rapsstroh erfolgt selten. Es kann jedoch auch als Dämmstoff oder als Einstreu in Stallungen verwendet werden sowie zur Gewinnung von Bioenergie verbrannt werden. Rapsstroh hat einen Brennwert von 18,1 MJ/kg und besitzt zu seinem Erntezeitpunkt einen Wasseranteil von 45–60 Prozent, wodurch es auf dem Feld nachgetrocknet werden muss.

## Belege
1. ↑  Martin Kaltschmitt, Hans Hartmann und Hermann Hofbauer (Hrsg.), 2009: Energie aus Biomasse. Grundlagen, Techniken und Verfahren. Springer Verlag, 2. Auflage, S. 360, ISBN 978-3-540-85094-6.